# Headingley
Headingley är en stadsdel i Leeds, Storbritannien. Det fick antagligen sitt nuvarande namn från tiden strax runt vår tideräknings epok. Namnet kommer troligen från keltiskan, Hedde-ingas-leah och betyder skojsröjningen som tillhör Hedde.
I stadsdelen finns rugbystadion för Leeds Tykes och Leeds Rhinos, liksom cricketstadion för The Yorkshire County Cricket Club. 
I stadsdelen finns också en betydande del av stadens nattliv, med många pubar, restauranger m.m. En stor del av de boende studerar vid något av stadens universitet.

## Historia
Vid tiden för romarnas ankomst beboddes platsen av briganterna, här fanns då bara en mindre bosättning, närmaste större bosättning fanns då i Adel. Efter romarnas uttåg kom platsen att tillhöra det brittiska kungadömet Elmet och efter dess fall en del av Deira och sedan Northumbria. 
Northumbria blev i sin tur taget av vikingarna under senare delen av 860-talet. Under vikingaväldet kom Headingley att fä ökad betydelse då den lokal makthavaren hade sitt säte i Leeds, vid headingleyeken.Orten kom att drabbas av Vilhelm Erövrarens Harrying the North som lade Headingley i ruiner. Enligt Domesday Book 1086 fanns bara två gårdar kvar.

## Headingleyeken
Under 1500 år, ända fram till 26 maj 1941, växte i Headingley en ek som under en stor del av dess historia var en symbol för orten.